# Гамлет (будущий фильм)
«Гамлет» (англ. Hamlet) — будущий художественный фильм режиссёра Анил Кария. Сюжет основан на пьесе Уильяма Шекспира «Гамлет». Главную роль исполнит Риз Ахмед.

## Сюжет
Сюжет классической пьесы перенесён в наши дни. Перемещаясь из элитного Лондона в городские трущобы, из индуистских храмов в палаточные городки бездомных, главный герой идёт на необдуманные и жестокие поступки, чтобы отомстить за убийство отца, и в конце концов задаётся вопросом о собственной роли в разложении семьи и о том, кем он стал.

## В ролях
- Риз Ахмед — принц Гамлет[1]
- Морфидд Кларк — Офелия
- Джо Элвин — Лаэрт
- Тимоти Сполл — Полоний

## Производство
В октябре 2017 года стало известно о начале работы над фильмом «Гамлет» по сценарию Майка Лессли с Ризом Ахмедом в главной роли. Компания Netflix вела переговоры о финансировании и правах на распространение. Однако фильм попал в производственный ад до мая 2022 года, когда стало известно, что режиссёром фильма станет Анейл Кария; Ахмед по-прежнему был заявлен на главную роль, а также продюсером. Морфидд Кларк исполнит роль Офелии, а Джо Элвин — роль её брата Лаэрта.
Съёмки начались 8 ноября в Лондоне и завершились 21 декабря 2023 года.